# Beatus ille qui procul negotiis
La locuzione latina Beatus ille qui procul negotiis, tradotta alla lettera, significa beato colui che sta lontano dagli affari (Orazio, Epodi, ode 2a).
(Orazio, Epodi, II, vv. 1-4)
Sarebbe auspicabile una vita semplice, lontana dall'odierno frastuono: In campis vita sosteneva un altro grande poeta latino (Virgilio). Ma non si può tornare indietro e il progresso ha pure un prezzo da pagarsi.
Fa ricordare la frase di Alessandro Manzoni (cap. XXXVIII dei Promessi Sposi): "Son quei benedetti affari che imbrogliano gli affetti".